# Siyoum Tesfaye
Siyoum Tesfaye (19 de dezembro de 1989) é um futebolista profissional etíope que atua como defensor.

## Carreira
Siyoum Tesfaye representou o elenco da Seleção Etíope de Futebol no Campeonato Africano das Nações de 2013.